# Glanzmanns trombasteni
Glanzmanns trombasteni är en mycket ovanlig blödningsrubbning som orsakas av att blodplättarna saknar ett glykoprotein,  vilket gör att blodets fibrinogen inte kan omvandlas till det finmaskiga nät av fibrin som fångar upp blodkroppar och på så vis stoppar en blödning. Sjukdomen är ärftlig.
Glanzmanns trombasteni är uppkallad efter den schweiziske läkaren Eduard Glanzmann.